# Beaulieu (Orne)
Beaulieu és un municipi francès, situat a la regió de Normandia, al departament de l'Orne. El 2021 tenia 195 habitants.